# Pojivová tkáň

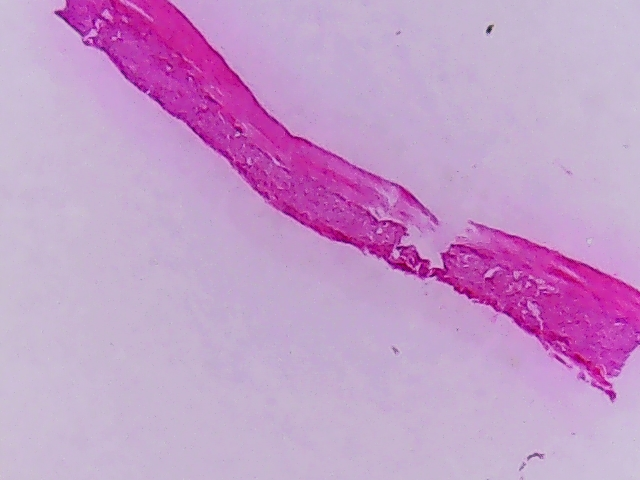
husté vazivo

Pojivová tkáň je označení pro tkáň, která má původ v mezenchymu, tedy v primitivní rosolovité tkáni mezodermálního původu, která během embryonálního vývoje vyplňovala prostory mezi vnitřními orgány.
Jednotlivé typy pojivové tkáně se od sebe liší. V organismu zastává pojivová tkáň mechanickou a podpůrnou funkci, podílí se na udržování stálé koncentrace iontů a vody, tvoří látkové rezervy organismu a má obrannou funkci. K pojivové tkáni se někdy řadí tělní tekutiny, které mají také mezenchymální původ, ale strukturou se od ostatních pojiv liší.
Pojivovou tkáň lze dělit podle funkce na výplňovou, opěrnou a trofickou:
- výplňová tkáň: k výplňové tkáni patří vazivo (řídké, tukové, tuhé) a chrupavka (hyalinní, elastická, vazivová);
- opěrná pojivová tkáň: k opěrné pojivové tkáni patří kosti (houbovitá = spongiozní, kompaktní = hutná) a sklovinná zubní tkáň (nejtužší část organismu, obsahuje pouhá 2 % organických látek);
- trofická pojivová tkáň: k trofické pojivové tkáni patří tělní tekutiny krev, míza a tkáňový mok; zajišťují udržení homeostázy (stálého vnitřního prostředí).

V dospělém organismu patří k pravé pojivové tkáni vazivo, chrupavka a kost.

## Složení pojivové tkáně
- buňky
- mezibuněčná hmota
  - fibrilární složka
  - amorfní složka

Pojivová tkáň se skládá z buněk a různého (většinou velkého) podílu mezibuněčné hmoty, která má fibrilární složku (z kolagenních a elastických vláken) a amorfní složku (z mukopolysacharidů neboli glykosaminoglykanů).
Buňky pojivových tkání se liší tvarem i funkcí podle typu dané pojivové tkáně. Produkují mezibuněčnou hmotu (extracelulární matrix), střádají látky (tukové buňky), některé typy buněk se podílejí na imunitní reakci organismu (makrofágy – tzv. histiocyty, žírné buňky).
Struktura a složení mezibuněčné hmoty se v různých pojivových tkáních liší. V některých pojivech převládá vláknitá složka mezibuněčné hmoty (šlachy, vazy), v jiných je velké množství amorfní složky (chrupavka). Vláknitou složku představují kolagenní vlákna, elastická vlákna a retikulární vlákna. Amorfní složka je tvořena převážně mukopolysacharidy čili glykosaminoglykany a glykoproteiny (chondroitinsulfát, fibronektin aj.).